# 遠州小林駅
遠州小林駅（えんしゅうこばやしえき）は、静岡県浜松市浜名区本沢合にある遠州鉄道鉄道線の駅である。駅番号はET15。
正式名称には「遠州」を冠するが、車内放送では省略され「小林駅」と案内されている。

## 歴史

### 駅名の由来
開拓時代、この近辺で一番先に開拓された長上郡（後の浜名郡）小林村の新原集落（現・浜名区新原）住民用の駅として新原駅と命名された。その後駅名を改称する際、駅の所在地が小林集落（旧・小林村）と本沢合集落（旧・本沢合村）に跨っていたためにどちらを駅名にするかが課題となり、大きな集落だった小林集落側（浜名郡北浜村大字小林）を駅名とし、所在地を本沢合集落側（浜名郡北浜村大字本沢合）にしたという。
「小林」はこの近辺に小さな林が多かったのが由来で、「本沢合」は天竜川の流れに由来する地名である。

### 年表
- 1909年（明治42年）12月6日：新原駅として開業する。
- 1923年（大正12年）4月1日：遠州小林駅に改称する。
- 1974年（昭和49年）9月頃：無人駅化。
- 1982年（昭和57年）11月2日頃：駅舎を改築する。
- 2007年（平成19年）
  - 5月：駅東側に駐輪場を新設する。
  - 11月：駅西側にロータリーを設置する。
- 2008年（平成20年）6月 - 10月：ホームと駅舎の改築工事が行われ、ホームから駅舎への通路をスロープとするバリアフリー化がなされる。
- 2009年（平成21年）春頃：国道152号浜北 - 天竜バイパス（2012年3月28日供用開始）との単独立体交差事業に伴い、当駅と遠州芝本駅の区間を元の本線より東側に敷設された仮線に切替える。
- 2011年（平成23年）10月13日：単独立体交差事業に伴い、当駅 - 遠州芝本駅間が高架となる[2][3]。

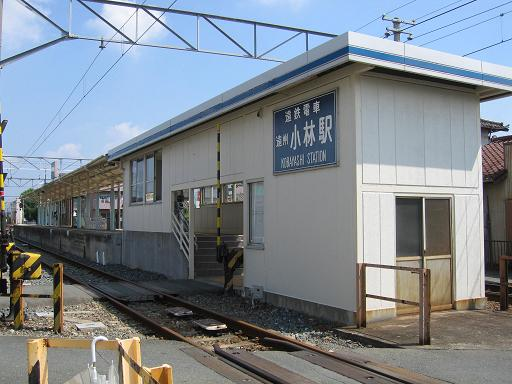
改築前の駅舎（2005年8月）

## 駅構造
島式ホーム1面2線を有する地上駅で、駅舎が設けられている。終日無人駅である。2008年10月、ホーム及び駅舎改築工事が完了しバリアフリー化された。列車交換が無い場合は上下列車共東側の線路を使用する。
駐輪場（収容300台）が駅の東西両側にそれぞれ存在する。

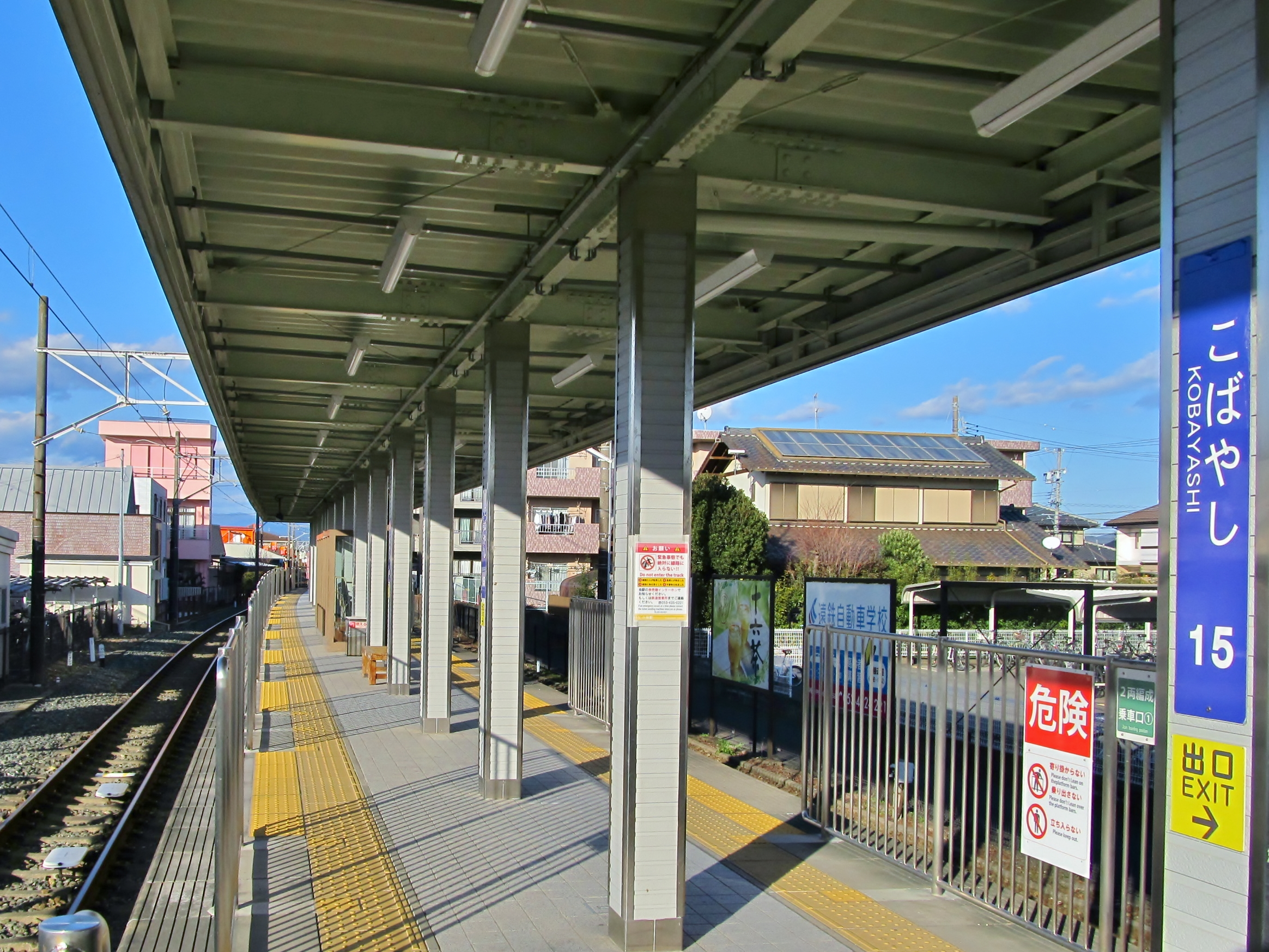
ホーム
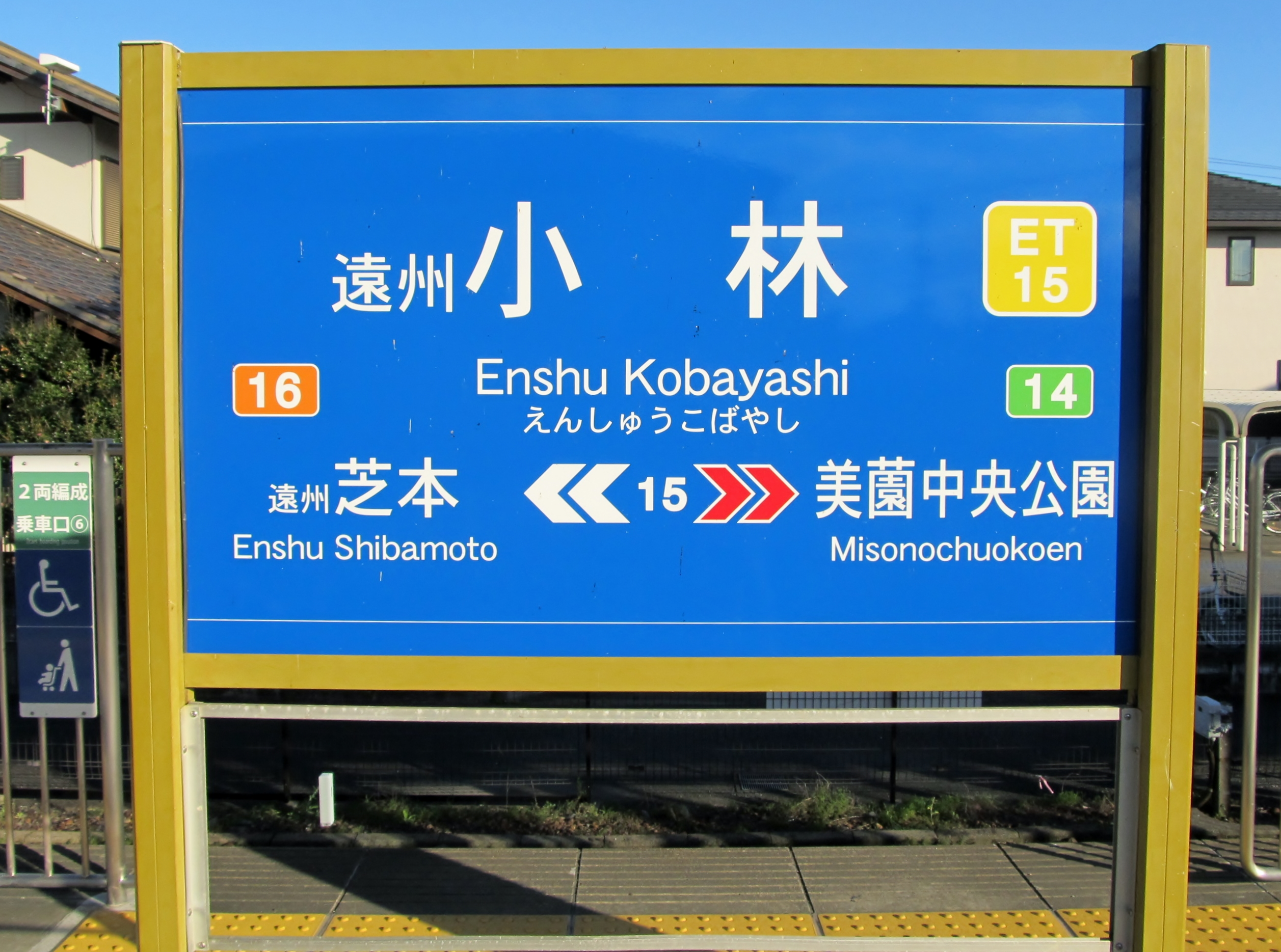
駅名標

### のりば
| ホーム       | 路線            | 方向 | 行先             | 備考                                                       |
| ------------ | --------------- | ---- | ---------------- | ---------------------------------------------------------- |
| 東側 ・ 西側 | ■遠州鉄道鉄道線 | 上り | 浜北・新浜松方面 | 列車交換が無い通常時間帯は基本的に上下線共東側ホームを使用 |
| 東側 ・ 西側 | ■遠州鉄道鉄道線 | 下り | 西鹿島方面       | 列車交換が無い通常時間帯は基本的に上下線共東側ホームを使用 |

## 利用状況
2019年度（令和元年度）の乗車人員は491,262人（全18駅中7位）、降車人員は484,693人（同6位）である。
1980年度（昭和55年度）以降の乗車人員及び降車人員は次の表の通り。
| 年間の乗車人員・降車人員の推移 | 年間の乗車人員・降車人員の推移 | 年間の乗車人員・降車人員の推移 | 年間の乗車人員・降車人員の推移 |
| 年度                           | 遠州鉄道                       | 遠州鉄道                       | 出典・備考                     |
| 年度                           | 乗車人員                       | 降車人員                       | 出典・備考                     |
| ------------------------------ | ------------------------------ | ------------------------------ | ------------------------------ |
| 1980年度（昭和55年度）         | 430,148 人                     | 437,504 人                     | [ 5 ]                          |
| 1981年度（昭和56年度）         | 390,139 人                     | 415,316 人                     | [ 6 ]                          |
| 1982年度（昭和57年度）         | 354,786 人                     | 378,159 人                     | [ 7 ]                          |
| 1983年度（昭和58年度）         | 326,337 人                     | 347,150 人                     | [ 8 ]                          |
| 1984年度（昭和59年度）         | 296,279 人                     | 316,427 人                     | [ 9 ]                          |
| 1985年度（昭和60年度）         | 308,101 人                     | 329,441 人                     | [ 10 ]                         |
| 1986年度（昭和61年度）         | 312,312 人                     | 336,856 人                     | [ 11 ]                         |
| 1987年度（昭和62年度）         | 323,606 人                     | 348,637 人                     | [ 12 ]                         |
| 1988年度（昭和63年度）         | 348,881 人                     | 365,718 人                     | [ 13 ]                         |
| 1989年度（平成元年度）         | 360,047 人                     | 370,581 人                     | [ 14 ]                         |
| 1990年度（平成2年度）          | 368,544 人                     | 380,300 人                     | [ 15 ]                         |
| 1991年度（平成3年度）          | 378,974 人                     | 390,773 人                     | [ 16 ]                         |
| 1992年度（平成4年度）          | 417,408 人                     | 428,301 人                     | [ 17 ]                         |
| 1993年度（平成5年度）          | 408,266 人                     | 419,347 人                     | [ 18 ]                         |
| 1994年度（平成6年度）          | 410,335 人                     | 421,888 人                     | [ 19 ]                         |
| 1995年度（平成7年度）          | 408,669 人                     | 417,654 人                     | [ 20 ]                         |
| 1996年度（平成8年度）          | 403,372 人                     | 413,004 人                     | [ 21 ]                         |
| 1997年度（平成9年度）          | 420,483 人                     | 425,935 人                     | [ 22 ]                         |
| 1998年度（平成10年度）         | 432,562 人                     | 430,465 人                     | [ 23 ]                         |
| 1999年度（平成11年度）         | 458,578 人                     | 461,105 人                     | [ 24 ]                         |
| 2000年度（平成12年度）         | 449,465 人                     | 453,097 人                     | [ 25 ]                         |
| 2001年度（平成13年度）         | 436,947 人                     | 442,208 人                     | [ 26 ]                         |
| 2002年度（平成14年度）         | 420,719 人                     | 426,580 人                     | [ 27 ]                         |
| 2003年度（平成15年度）         | 444,584 人                     | 450,896 人                     | [ 28 ]                         |
| 2004年度（平成16年度）         | 438,554 人                     | 451,525 人                     | [ 29 ]                         |
| 2005年度（平成17年度）         | 442,488 人                     | 442,732 人                     | [ 30 ]                         |
| 2006年度（平成18年度）         | 446,815 人                     | 448,019 人                     | [ 31 ]                         |
| 2007年度（平成19年度）         | 474,339 人                     | 476,966 人                     | [ 32 ]                         |
| 2008年度（平成20年度）         | 493,803 人                     | 493,480 人                     | [ 33 ]                         |
| 2009年度（平成21年度）         | 480,674 人                     | 477,015 人                     | [ 34 ]                         |
| 2010年度（平成22年度）         | 473,387 人                     | 469,635 人                     | [ 35 ]                         |
| 2011年度（平成23年度）         | 460,135 人                     | 461,286 人                     | [ 36 ]                         |
| 2012年度（平成24年度）         | 460,686 人                     | 461,261 人                     | [ 37 ]                         |
| 2013年度（平成25年度）         | 458,645 人                     | 460,568 人                     | [ 38 ]                         |
| 2014年度（平成26年度）         | 476,919 人                     | 474,499 人                     | [ 39 ]                         |
| 2015年度（平成27年度）         | 477,233 人                     | 473,507 人                     | [ 40 ]                         |
| 2016年度（平成28年度）         | 478,827 人                     | 476,613 人                     | [ 41 ]                         |
| 2017年度（平成29年度）         | 487,208 人                     | 483,029 人                     | [ 42 ]                         |
| 2018年度（平成30年度）         | 492,488 人                     | 486,604 人                     | [ 43 ]                         |
| 2019年度（令和元年度）         | 491,262 人                     | 484,693 人                     | [ 4 ]                          |

## 駅周辺
住宅や商店が多い。駅前に小規模商店がある他、駅北側を通る静岡県道61号浜北袋井線沿線にチェーン店など比較的規模の大きな店舗が集中している。
- 浜松赤十字病院
- とぴあ浜松農業協同組合浜北営農緑花木センター
- 静岡県立浜名高等学校
- 浜松市立北浜北小学校
- 浜北小林郵便局
- 静岡銀行小林支店
- 浜松磐田信用金庫浜北東支店
- 遠鉄ストア 浜北店
- フードマーケットマム浜北店
- 北浜の大カヤノキ（国の天然記念物）

### バス路線
駅西側のロータリーにはかつて浜松赤十字病院行きの遠鉄バスの路線が乗入れていたが、廃線となった。現在はタクシーの待合所となっている。ロータリーには乗入れないが周辺にもバス停が設置されている。
浜北コミュニティバス（浜松市）
- 小林駅入口バス停
  - 赤佐中瀬線：中瀬小学校・芝本駅・岩水寺・西鹿島駅 方面 - 月・木に運行。
  - 大平堀谷線：宮口駅・あらたまの湯・大平・堀谷 方面
  - 赤佐中瀬線・大平堀谷線：日赤病院・美薗中央公園入口・浜北駅 方面

※駅のすぐ西側を南北に走る二俣街道沿いにバス停がある。浜松バスが運行を受託（年末年始は全便運休）。

## 隣の駅
遠州鉄道
■鉄道線
美薗中央公園駅（ET14） - 遠州小林駅（ET15） - 遠州芝本駅（ET16）